# Nobody 2
Nobody 2 är en amerikansk actionkomedi och thrillerfilm från 2025. Filmen är regisserad av Timo Tjahjanto efter ett manus skrivet av Umair Aleem, Derek Kolstad och Bob Odenkirk. Filmen är en uppföljare till Nobody från 2021.
Filmen hade biopremiär i USA och Sverige den 15 augusti 2025, utgiven av Universal Pictures.

## Handling
Filmen kretsar kring förortspappan Hutch Mansell, en före detta lönnmördare, som dras tillbaka in i sitt våldsamma förflutna efter att ha avvärjt ett inbrott i hemmet.

## Rollista (i urval)
- Bob Odenkirk – Hutch Mansell
  - Nolan Grantham – Hutch, som ung
- Connie Nielsen – Becca Mansell
  - Pyper Braun – Becca, som ung
- RZA – Harry Mansell
- Christopher Lloyd – David Mansell
- Michael Ironside – Eddie Williams
- Colin Salmon – The Barber
- Gage Munroe – Blake Mansell
- Paisley Cadorath – Abby Mansell
- Sharon Stone – Lendina
- Colin Hanks – Abel
- John Ortiz
- Mckenna Grace
- Chris Pine